# Carnal Forge
I Carnal Forge sono un gruppo Thrash Death metal originari della Svezia. Sono stati fondati nel 1997 da Jari Kuusisto e Stefan Westerberg, rispettivamente chitarrista e batterista. Il nome della band è stato ispirato dal titolo di una canzone dei Carcass presente nell'album Heartwork.

## Storia
I Carnal Forge vengono fondati nel 1997 in Svezia. Il loro debut album si ha nel 1998 con l'album Who's Gonna Burn sotto l'etichetta War Music. Grazie al loro album di debutto firmano per la Century Media e rilasciano nel 2000 l'album Firedemon. Si unisce al gruppo Petri Kuusisto e la band parte per un tour europeo di supporto ai The Haunted ed ai Nile. Nel 2001 si unisce alla band Lars Linden, bassista, con il quale la band sforna tre full-length. Please...Die! nel 2001, The More You Suffer nel 2003 e Aren't You Dead Yet nel 2004. In questo arco di tempo la band suona in numerosi festival fra i quali lo Sweden Rock Festival, il Metal Meltdown negli USA, il Fury Fest in Francia, il Pressure Fest e il Summer Breeze in Germania. Inoltre viene pubblicato un DVD Live dal titolo ”Destroy Live” nel 2004. Nel 2005 entra nella band Jens C. Mortensen (voce) che va a sostituire Jonas Kjellgren. Nel 2007 la band firma per la Candlelight Records e pubblica nel giugno dello stesso anno l'album Testify For My Victims. Qualche mese dopo Jens C. Mortensen and Jari Kuusisto lasciano la band per motivi personali e vengono presto sostituiti da Peter Tuthill (Voce) e Dino Medanhodzic (Chitarra). Nel 2010 viene pubblicato il singolo Blood War come anteprima del nuovo cd. Nel 2011, il bassista Lars Lindén annunciò che il gruppo era in pausa: tornarono in attività nel 2013, pubblicando il loro ultimo album in studio, Gun to Mouth Salvation, nel 2019.

## Formazione

### Formazione attuale
- Lars Linden - basso (2001-2010, 2013-presente)
- Petri Kuusisto - chitarra (2001-2010, 2013-presente)
- Tommie Wahlberg - voce (2018-presente)
- Lawrence Dinamarca - batteria (2013-presente)

### Ex componenti
- Jari Kuusisto - chitarra (1997-2007, 2013-2022)
- Jens C. Mortensen - voce (2004-2007, 2013-2018)
- Dino Medanhodzic - chitarra solista (2008-2010)
- Peter Tuthill - voce (2008-2010)
- Christofer Barkensjö - batteria (2010)
- Stefan Westerberg - batteria(1997-2010)
- Jonas Kjellgren - voce (1997-2004)
- Johan Magnusson - chitarra (1997-2001)
- Dennis Vestman - basso (1997-2000)

## Discografia
Album in studio
- 2019 - Gun to Mouth Salvation
- 2007 - Testify For My Victims
- 2004 - Aren't You Dead Yet?
- 2003 - The More You Suffer
- 2001 - Please... Die!
- 2000 - Firedemon
- 1998 - Who's Gonna Burn

Live
- 2004 - Destroy Live

Singoli e split
- 2014 - When All Else Fails	(singolo)
- 2010 - Blood War (singolo)
- 2000 - Shattering the Barriers (split con Cryptopsy, Rotting Christ e Eyehategod)